# HD 29598
HD 29598，又名CP-83 91，SAO 258379、HR 1485，是一颗恒星，视星等为6.76，位于銀經296.31，銀緯-31.26，其B1900.0坐标为赤經4h 34m 29s，赤緯-83° -31.26′ 56″。